# Mihran Harutyunyan
Mihran Ediki Harutyunyan (em georgiano:  Միհրան Էդիկի Հարությունյան; Valarsapate, 25 de março de 1989) é um lutador de estilo greco-romana armênio, medalhista olímpico.

## Carreira
Harutyunyan competiu na Rio 2016, na qual conquistou a medalha de prata, na categoria até 66 kg.